# Sherlock Holmes and the Voice of Terror
Sherlock Holmes and the Voice of Terror is een Amerikaanse film uit 1942, gebaseerd op het personage Sherlock Holmes. Het is de derde van de Sherlock Holmes-films met Basil Rathbone als Holmes en Nigel Bruce als Dr. Watson.
In tegenstelling tot de voorgaande twee films met het duo speelt deze film zich niet af in Holmes’ tijdsperiode (1881-1914), maar in het toenmalige heden: de jaren 40 van de 20e eeuw. Zowel deze film als de erop volgende films waren bedoeld als antinazi propaganda. De film combineert elementen uit het "His Last Bow", en het echte leven van Lord Haw-Haw.

## Verhaal
De film begint met een titelkaart, waarop Holmes en Watson worden omschreven als "tijdloos"; mogelijk als verklaring waarom de film zich opeens afspeelt in een andere tijdsperiode dan de vorige twee films.
Holmes wordt ingeschakeld door de "Inner Council" van de Britse geheime dienst om hen te helpen bij het tegenhouden van een groep Nazi-saboteurs. Ze zijn al actief in het Verenigd Koninkrijk, en hebben de neiging om hun activiteiten altijd vooraf aan te kondigen via de radio; de zogenaamde "Stem van Terreur".
Holmes volgt een spoor dat hem van Limehouse naar een gebombardeerde kerk aan de zuidkust brengt. Daar onthult hij de ware identiteit van "De Stem van Terreur": Heinrich Von Bork, die zich voordeed als Sir Evan Barham. De echte Barham is volgens Holmes vermoord in een Duits kamp tijdens de Eerste Wereldoorlog. Von Bork deed zich al 24 jaar voor als Barham om zo te kunnen infiltreren in de Britse geheime dienst.

## Rolverdeling
| Acteur          | Personage                         |
| --------------- | --------------------------------- |
| Basil Rathbone  | Sherlock Holmes                   |
| Nigel Bruce     | John H. Watson                    |
| Evelyn Ankers   | Kitty                             |
| Henry Daniell   | Sir Alfred Lloyd                  |
| Thomas Gomez    | R.F. Meade                        |
| Reginald Denny  | Sir Evan Barham/Heinrich Von Bork |
| Leyland Hodgson | Captain Roland Shore              |
| Olaf Hytten     | Admiral Sir John Prentiss         |
| Montagu Love    | General Jerome Lawford            |